# Et nydeligt Trekløver
Et nydeligt Trekløver er en dansk stumfilm fra 1919, der er instrueret af Oscar Stribolt efter manuskript af Valdemar Andersen og Robert Hansen.

## Handling
Denne artikel mangler et handlingsreferat. Hjælp os med at skrive det.